# Moca purpurascens
Moca purpurascens är en fjärilsart som beskrevs av George Francis Hampson 1891. Moca purpurascens ingår i släktet Moca och familjen Immidae. Inga underarter finns listade i Catalogue of Life.